# Beesia deltophylla
Beesia deltophylla là một loài thực vật có hoa trong họ Mao lương. Loài này được C.Y.Wu mô tả khoa học đầu tiên năm 1979.

## Hình ảnh

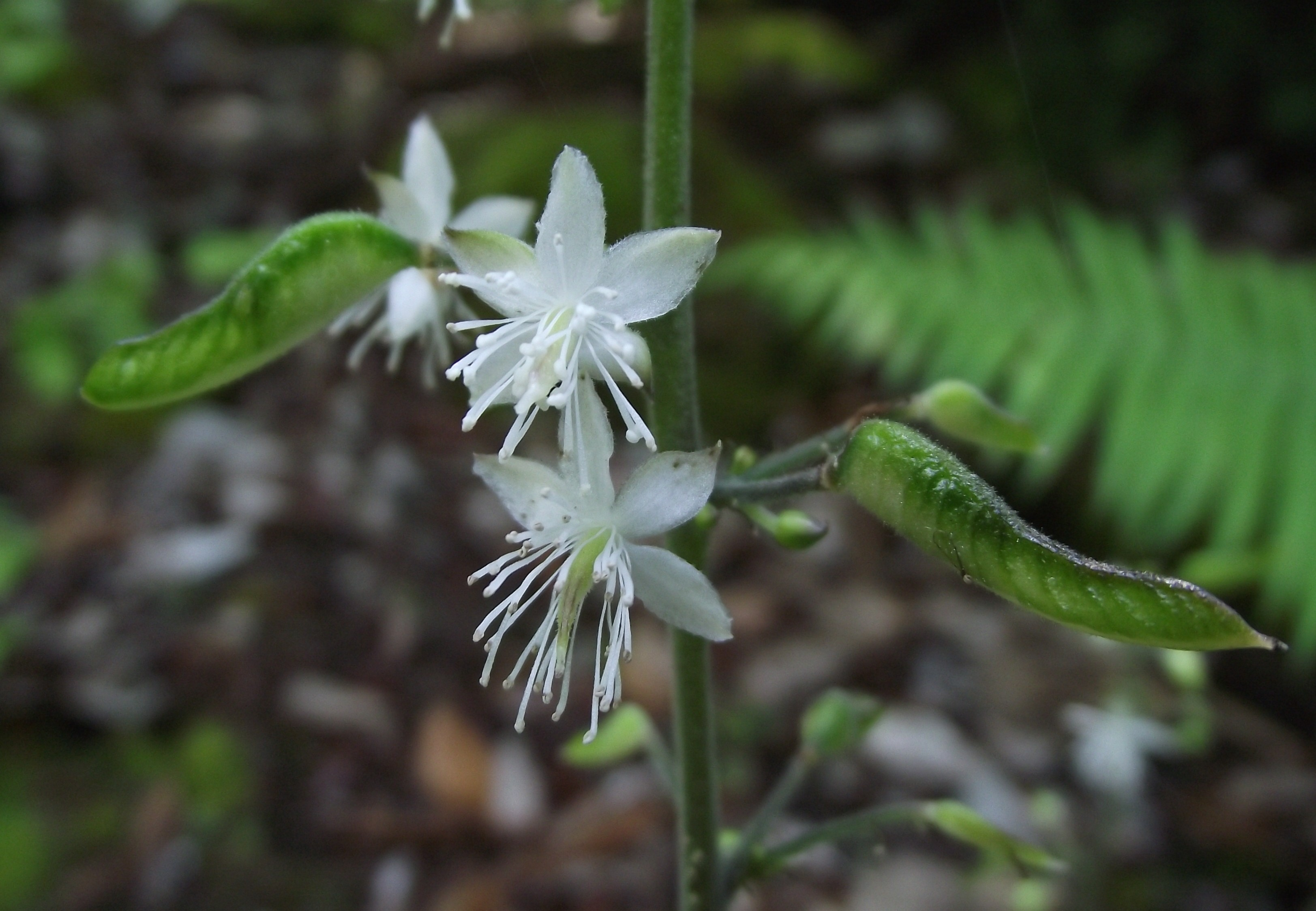